# Возвращение капитана Немо
«Возвращение капитана Немо» (англ. The Return of Captain Nemo, другое название «Удивительный капитан Немо») — американский научно-фантастический приключенческий фильм 1978 года, снятый режиссёрами Алексом Марчем и Полом Стадером, основанный на персонажах и сюжете романа «Двадцать тысяч лье под водой» Жюля Верна. Первоначально выпущен в версии мини-сериала, который состоял из трёх серий: «Смертельный шантаж», «Дуэль в глубине», «Атлантида прямо по курсу». Премьера состоялась 8 марта 1978 года на Си-би-эс.

## Сюжет
1978 год. Военно-морские учения флота США. Опытные подводные исследователи — Том Фрэнклин и лейтенант Джим Портер находят на дне океана «Наутилус». Пробравшись внутрь подводного корабля, они освобождают из стеклянной капсулы капитана Немо, который более ста лет находился в состоянии анабиоза. Проснувшийся после столетнего сна капитан Немо собирается продолжить поиски Атлантиды, но его подводный корабль нуждается в серьёзном ремонте, и «Наутилус» вынужденно держит курс на Сан-Франциско. Когда все необходимые ремонтные работы были проделаны, капитан Немо в благодарность оказывает неоценимую услугу американскому правительству…

## Съёмка
Это было одно из первых кинопроизведений, вдохновлённых персонажем капитана Немо из романа Жюля Верна *«20 000 лье под водой»*. Фильм включал значительное количество спецэффектов и приключенческие сцены, что на тот момент представляло собой вызов для кинопроизводства. Вот некоторые интересные моменты о том, как проходили съёмки:
Эффекты подводного мира: Подводные сцены и спецэффекты создавались с помощью миниатюрных моделей, что было популярно в то время, когда CGI не существовало. Для съёмок корабля *Наутилус* использовали уменьшенные модели, которые снимали в специально построенных резервуарах с водой, чтобы воссоздать иллюзию подводного плавания.
Съёмки на воде: Хотя основная часть съёмок проходила в студии, некоторые сцены снимали на настоящей воде. Это требовало особой координации съёмочной группы, особенно для подводных сцен с актёрами, которые находились в специальных аквариумах или в водолазном снаряжении.
Костюмы и реквизит: Капитан Немо и его команда были одеты в костюмы, стилизованные под викторианскую эпоху, что отражало дух оригинального произведения Верна. Особое внимание уделялось созданию образа самого капитана Немо, поскольку он должен был передавать таинственность и интеллект этого персонажа.
Использование новейших технологий того времени: Хотя компьютерная графика была ещё в зачаточном состоянии, создатели фильма применяли передовые технологии для создания фантастических подводных пейзажей и батальных сцен.
Звук и музыка Музыкальное сопровождение и звуковые эффекты также играли важную роль в создании атмосферы приключения и тайны. Композиторы и звукооператоры постарались создать звуки, которые могли бы ассоциироваться с подводным миром.
Фильм *«Возвращение капитана Немо»* отличался творческим подходом к воплощению классической истории в формате приключенческого телевизионного фильма.

## В ролях
- Хосе Феррер — капитан Немо
- Бёрджесс Мередит — профессор Уолдо Каннингем
- Мел Феррер — доктор Роберт Кук
- Хорст Буххольц — Тибор, король Атлантиды
- Том Хэллик — Том Фрэнклин
- Бёрр ДеБеннинг — лейтенант Джим Портер
- Линда Дэй Джордж — Кейт
- Уорен Стивенс — Миллер
- Мед Флори — Тор, андроид
- Энтони Макхью — радист
- Рэндольф Робертс — рулевой
- Арт Бэллиннджер — диктор
- Ричард Ангарола — Трог, лидер Великого совета Атлантиды
- Энтони Гири — Борк, атлант
- Питер Джейсон — рулевой «Рейвена»
- Джерри Марен — Цезарь
- Стивен Пауэрс — Ллойд
- Йель Саммерс — Сирак, атлант

## Съёмочная группа
- Режиссёры: Алекс Марч, Пол Стадер
- Продюсеры: Артур Уайсс, Ирвин Аллен
- Сценаристы: Норман Катков, Престон Вуд, Роберт К. Деннис, Уильям Киз, Манн Рубин, Роберт Блох, Ларри Александр
- Оператор: Ламор Борен
- Композитор: Ричард Ласалль

## Номинации
- Прайм-таймовая премия «Эмми» — номинация (1978)[1]